# كجلة
الكجلة أو المشطورة أو الكيجالية (الاسم العلمي: Kigelia) هي جنس من النباتات يتبع الفصيلة البنيونية من رتبة الشفويات.

## أسماء أخرى
كجيلة، كجلية، أبو النجف، أبو شطور، أبو سدرة، أم مشطور، أم شطرة، شجرة السجق، شجرة النقانق.

## أنواع الكجلة
- كجلة أفريقية (الاسم العلمي:Kigelia africana)
- كجلة صفراء (الاسم العلمي:Kigelia lutea)